# Crinodendron patagua
Espèce
Crinodendron patagua (nom commun en anglais, Lily of the valley tree et en espagnol, patagua ou patahua) est un arbuste sempervirent originaire du Chili de la famille des Elaeocarpaceae.

## Synonymes
- Crinodendron dependens (Ruiz & Pav.) Kuntze
- Tricuspidaria patagua Ruiz & Pav.